# Slaget vid Ulai
Slaget vid Ulaifloden (dagens Kerkha), även känt som slaget vid Til-Tuba och slaget vid Tulliz var ett slag 653 f.Kr. mellan det assyriska imperiet under kung Ashurbanipal och kungadömet Elam under kung Teumman. Slaget berodde på att Elam allierat sig med Babylon i deras uppror mot Assyrien och resulterade i en avgörande Assyrisk seger. Både Teumman och hans son Tammaritu stupade i slaget.

## Bakgrund
Under det assyriska imperiets historia hade de utfört militära kampanjer över hela den för dem kända världen men det var deras grannstat Babylon som konstant skapade problem för de assyriska kungarna. Babylon reste sig i uppror om och om igen mot assyrierna och efter ett av flera uppror mot den assyriske kungen Sanherib lyckades kaldén Mushezib-Marduk ta tronen i Babylon. Sanherib beslutade sig därmed för att än en gång invadera Babylon och i slaget vid Halule mötte han en koalitionsarmé bestående av kaldéer, araméer, babylonier och elamiter. Koalitionen lyckades inte driva iväg assyrierna och Sanherib begav sig på en 15 månader lång kampanj in i Babylonien som erövrades. Sanherib var mäkta trött på babyloniernas ständiga uppror och han var dessutom hämndlysten då upproren kostat honom hans äldste son. Han lät därmed förstöra Babylon till grunden och skövlade även stora delar av södra Mesopotamien.
När Sanherib mördades kom hans son Esarhaddon till makten efter en tid av inbördeskrig. Esarhaddon ville restaurera Babylon och utförde flera byggnadsverk i staden. Han krönte även sig själv till kung av Babylon och blev den förste och ende assyriske kungen som aldrig skulle behöva strida mot babylonier. Som arvtagare av sitt rike gjorde han sin son Shamash-Shuma-Ukin till kung av Babylon och sin son Ashurbanipal till kung av Assyrien.
Efter att Esarhaddon avled blev de båda bröderna kungar av respektive rike. Babylonien var i teorin en självständig stat som svarade till Assyrien men som skulle sköta sina egna affärer helt själva. Genom brevväxling mellan de två bröderna framgår dock att Ashurbanipal såg Babylon mer som en vasallstat än ett nära allierat rike vilket fick Shamash-Shuma-Ukin att börja se sig om efter ett sätt att frigöra sig från sin bror.
Några år innan klyftan började skapas mellan de assyriska bröderna hade Teumman, känd för sin fientliga inställning till Assyrien, genomfört en lyckad statskupp i Elam vilket resulterat i att han blivit kung över riket. Sönerna till Elams tidigare konung Urtaki hade då tvingats fly till Nineve och när Ashurbanipal vägrade överlämna dem till Teumman utförde han en kampanj mot sjölandet i södra Sumer som erövrades av Elam. Teumman placerade därefter Nabo-usalim som elamitisk vasallkung i södra Sumer och dess huvudstad blev staden Ur.

## Slaget
Teumman, Nabo-Usallim och Shamash-Shuma-Ukin beslutade sig för att bilda en koalition och anfalla det assyriska riket, tanken var att Shamash-Shuma-Ukin sedan skulle bli kung av Assyrien istället för sin bror. Ashurbanipal fick reda på att koalitionsarmén var på väg mot Assyrien och 653 f.Kr. möttes de båda arméerna vid Ulaiflodens strand (därav namnet på slaget). Slaget blev en avgörande Assyrisk seger och Teumman stupade tillsammans med sin son Tammaritu. Ashurbanipal fortsatte sedan med att utföra en fyra år lång kampanj i Babylon som till slut föll. Shamash-Shuma-Ukin tog sitt liv och istället placerade Ashurbanipal  Kandalanu som vasallkung av Babylon. 647 f.Kr. hade den Assyriska armén nått fram till Susa som plundrades och brändes till grunden. Elam skulle därefter aldrig bli den maktfaktor den tidigare varit och 639 f.Kr. hade Ashurbanipal helt erövrat riket.

## Ulaireliefen
Den assyriska relief som visar slaget vid Ulai berättar om ett kaotiskt slag som slutade i tortyr och masslakt för de besegrade. Teummans avhuggna huvud är med på nästan varenda bild och Ashurbanipal skall ha tagit med sig huvudet till Nineve för att visa upp det vid hovet. Huvudet är till och med närvarande vid segerfesten efter slaget. Reliefen anses vara typisk för assyrisk propaganda och syftar till att "inge fruktan och vördnad för det mäktiga assyriska imperiet".

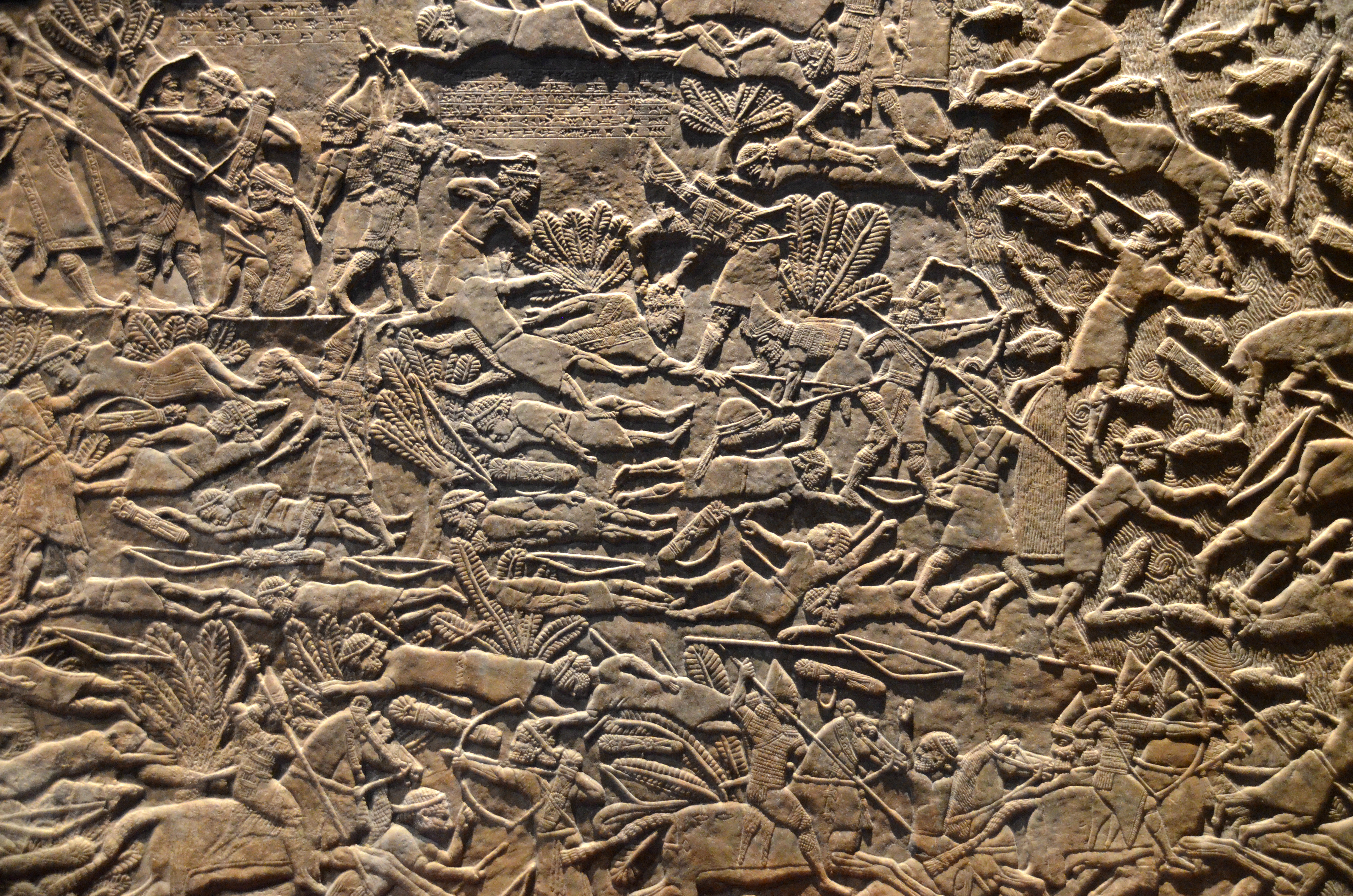
Scen ur slaget.
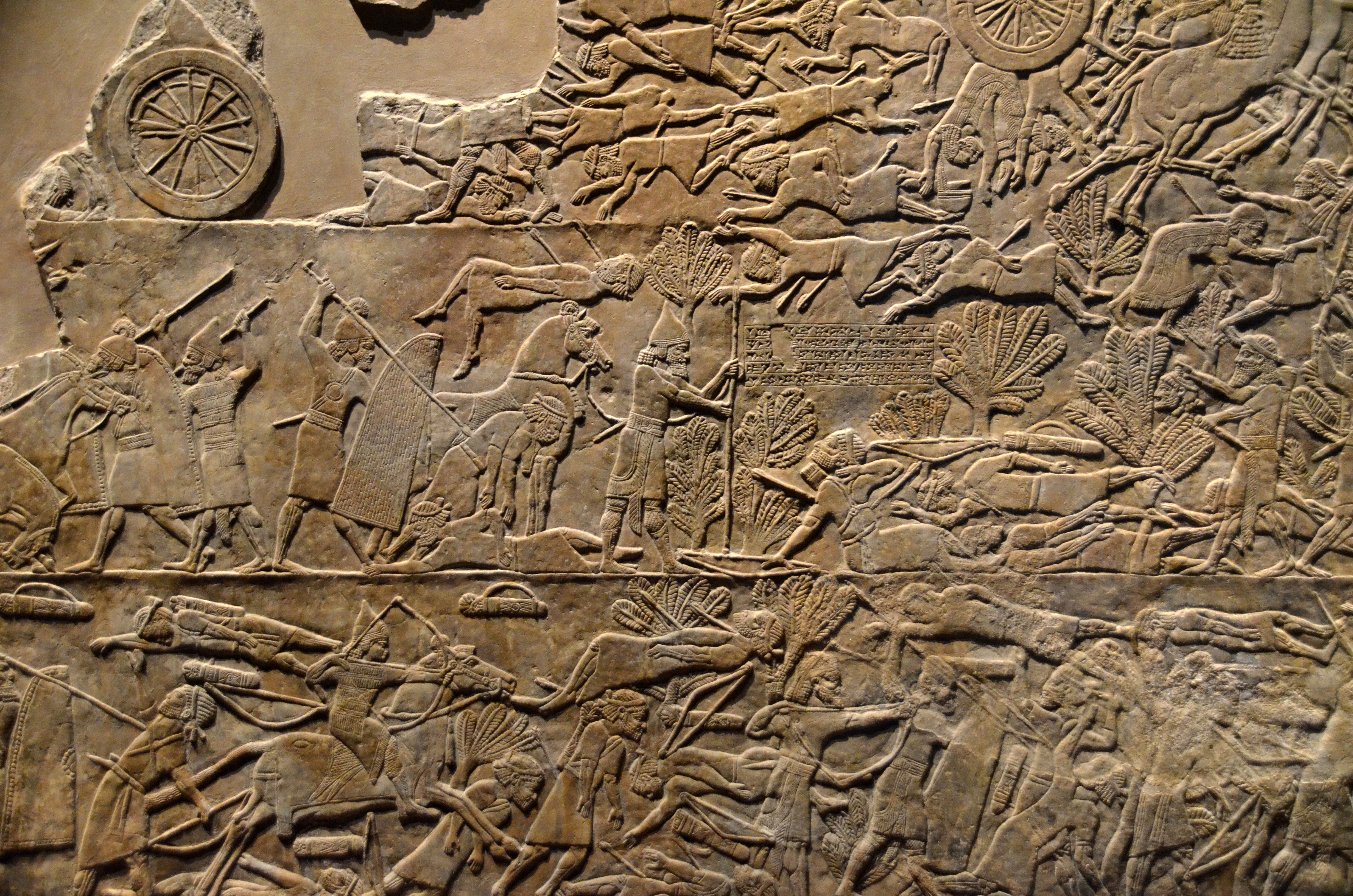
Scen ur slaget.
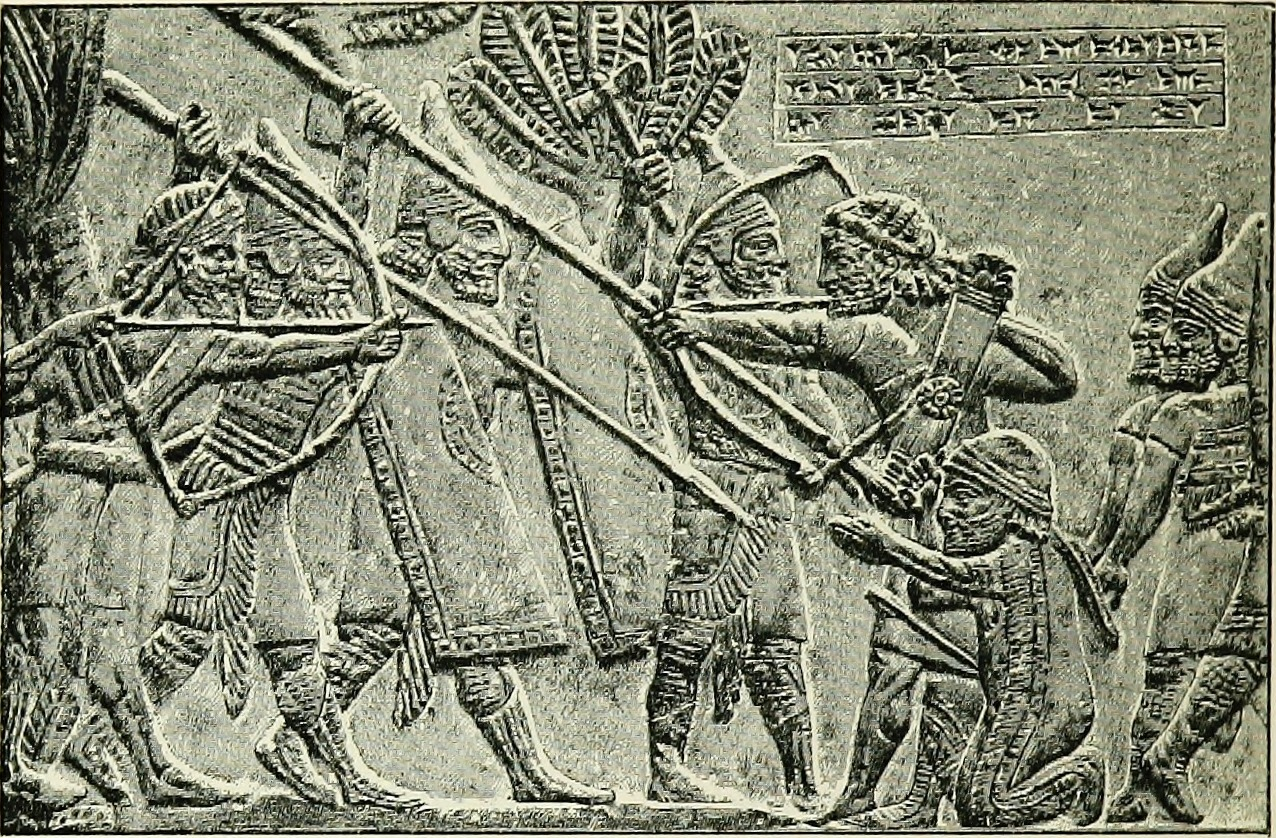
Kung Teumman och kronprins Tammaritu avfyrar sina sista pilar.
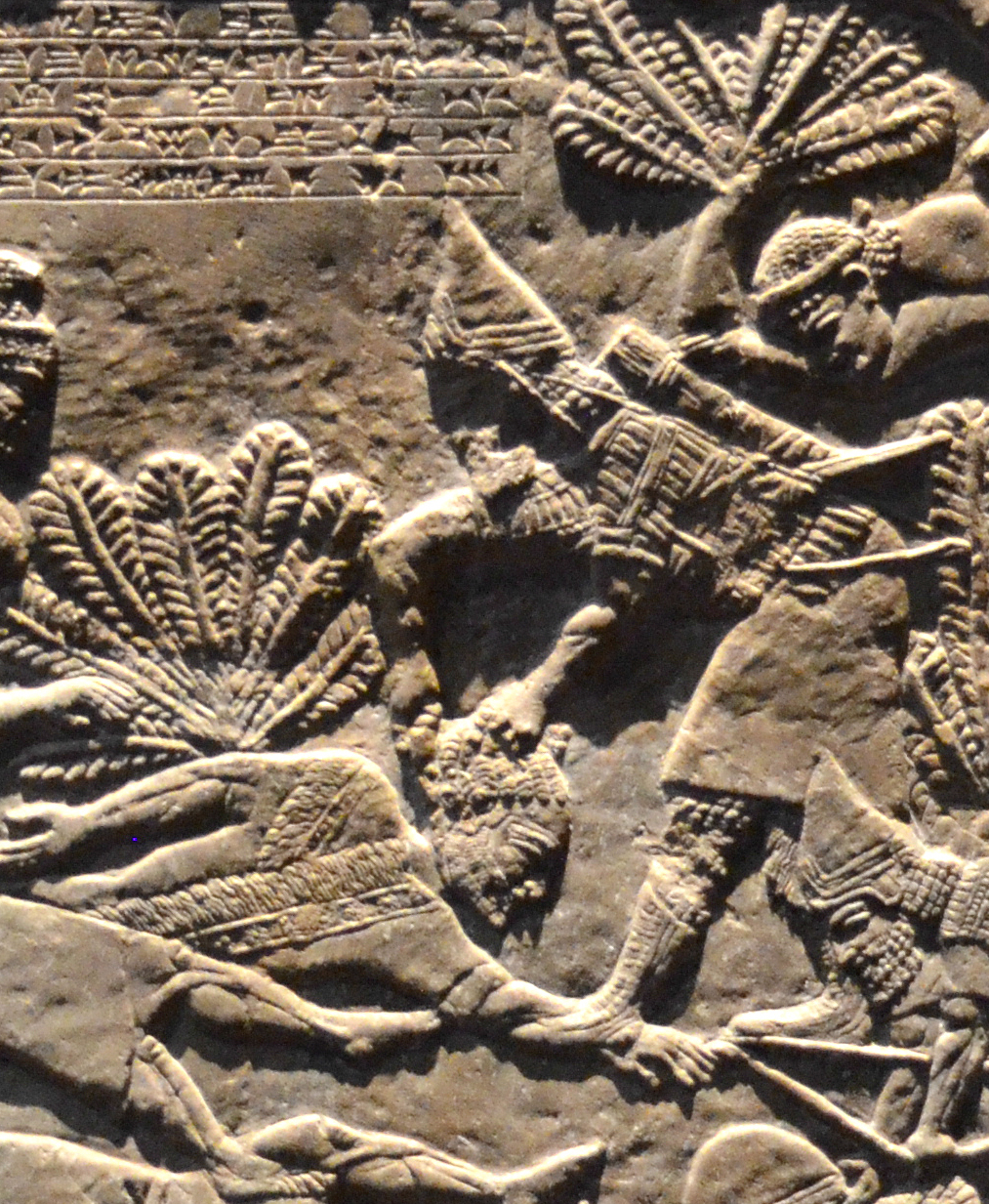
Kung Teumman halshuggs.
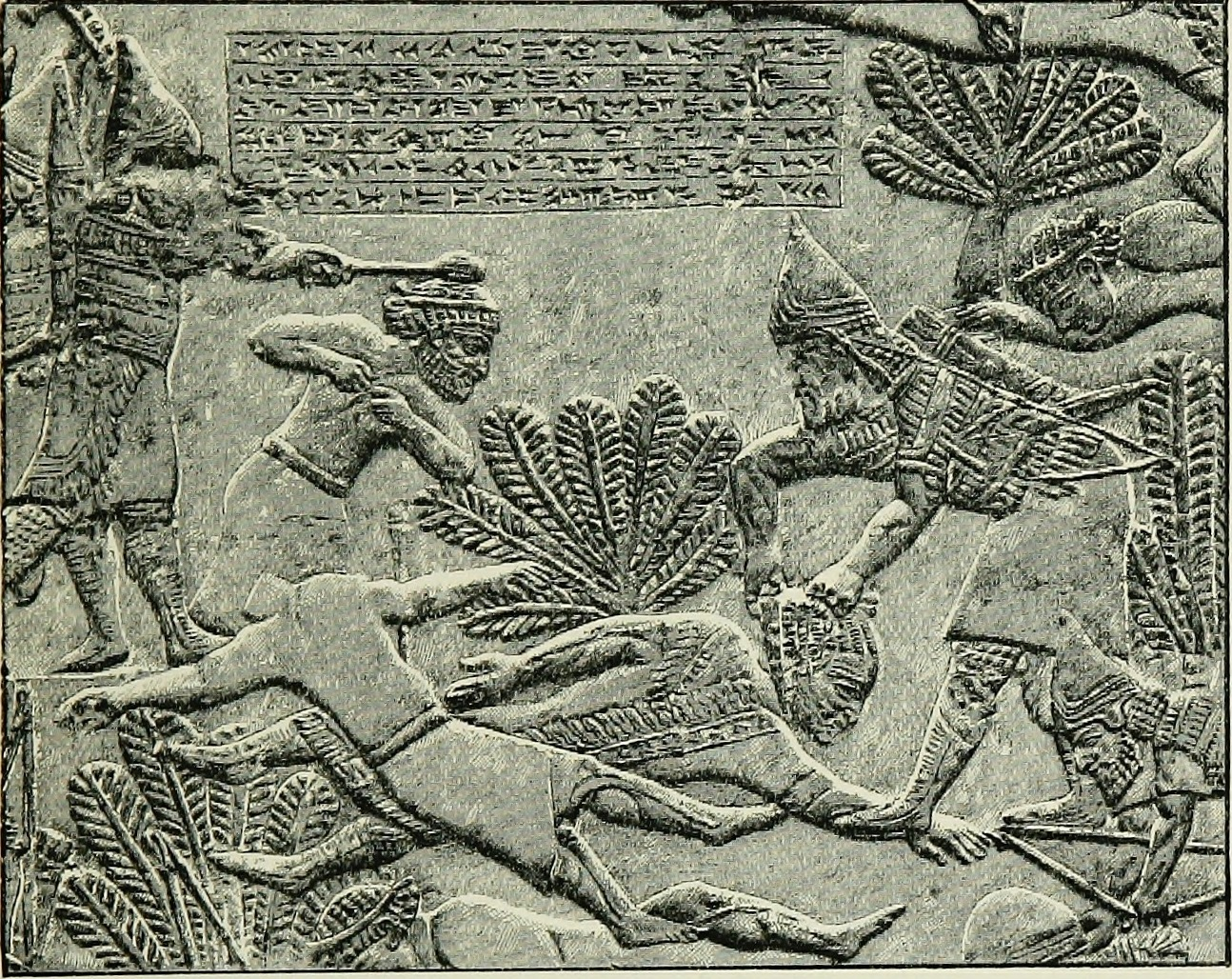
Kung Teumman halshuggs, hans son ligger död bredvid.
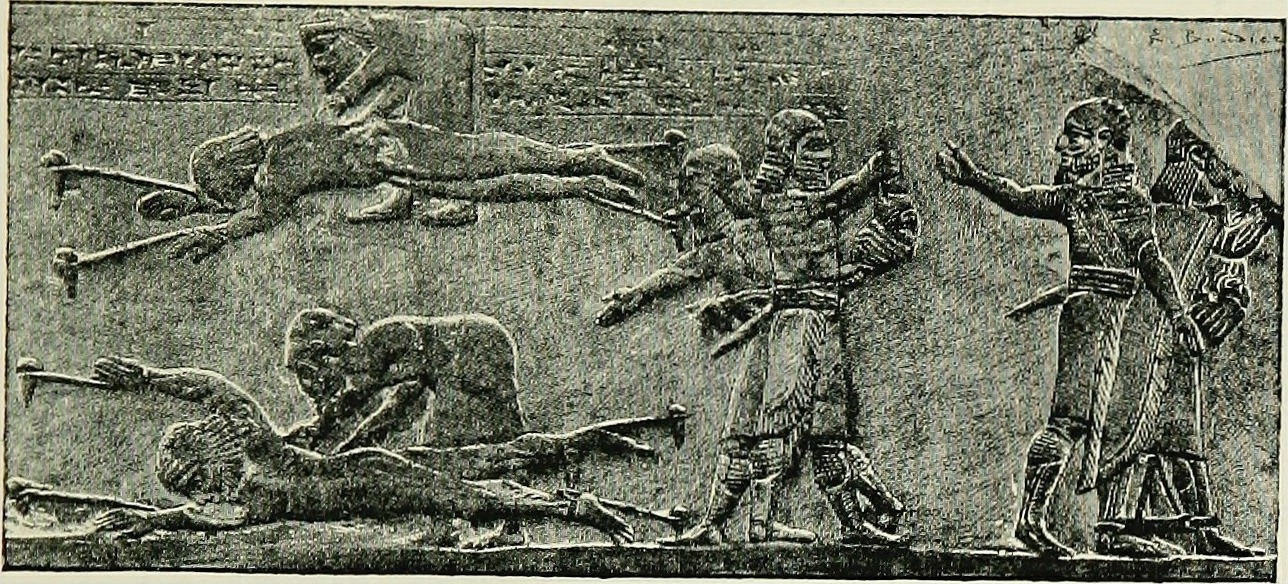
Två elamitiska hövdingar flås levande efter slaget under den nye elamitiske kungen Khumban-Igash kröning.
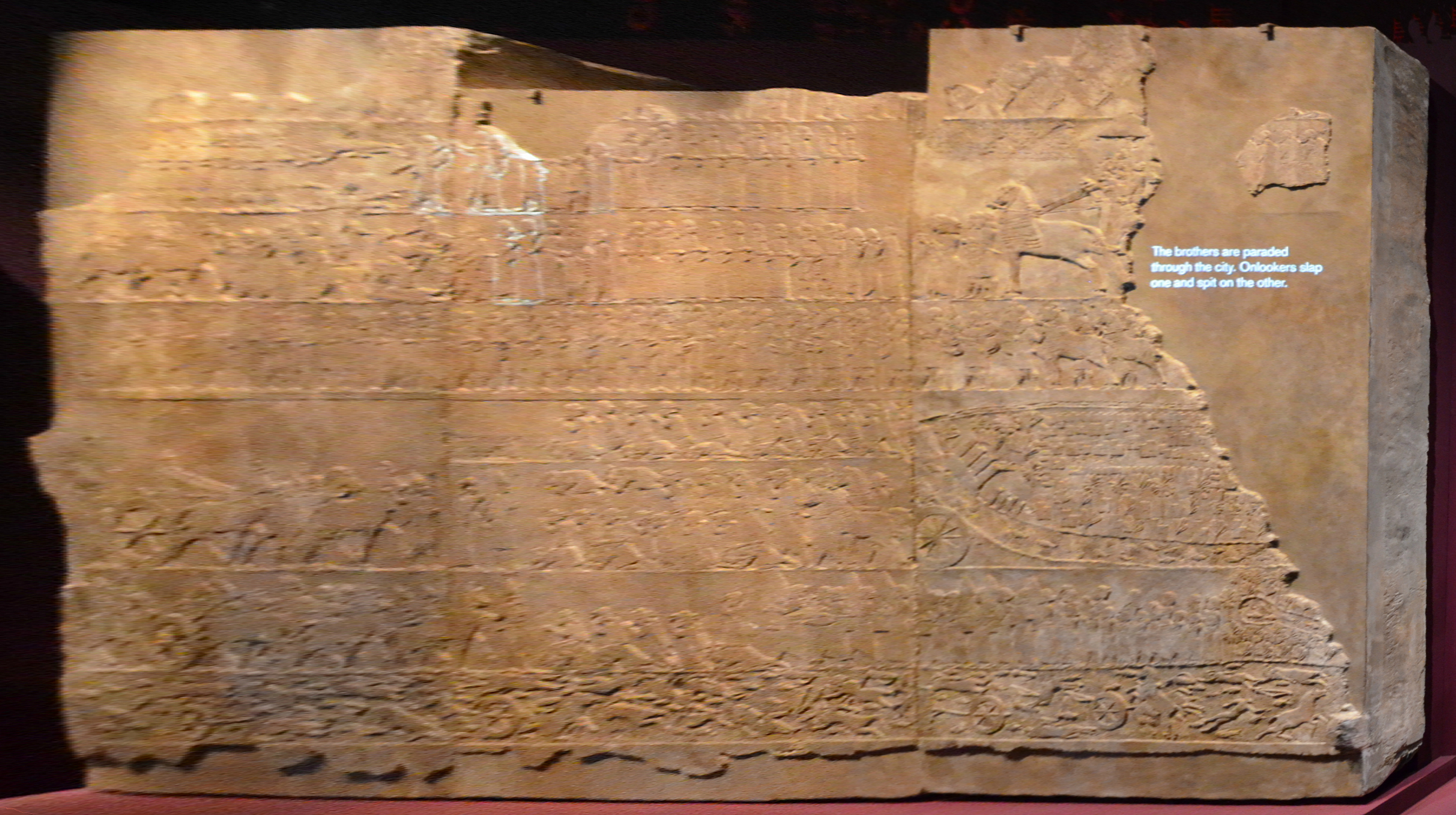
Scen som visar efterspelet av slaget vid Ulai. På bilden syns kapitulation, tortyr och krönandet av Elams nye kung Khumban-Igash.